# 松喇布
松喇布（？—1709年），蒙古族，伊克昭盟鄂尔多斯右翼中旗人，鄂尔多斯右翼中旗札萨克多罗贝勒。

## 生平
1682年，松喇布袭任鄂尔多斯右翼中旗札萨克多罗贝勒。1692年，松喇布修建宁夏至归化城间的驿道。1698年，松喇布谒见巡视鄂尔多斯部的康熙帝，并因率军征讨噶尔丹有功，晋封多罗郡王。1706年，松喇布兼任鄂尔多斯济农。1709年，松喇布逝世。